# Universidad de Växjö
La Universidad de Växjö (en sueco Växjö universitet) fue fundada en 1977 como la Escuela Superior de Växjö (en sueco Högskolan i Växjö). En 1967 pasa a ser una filial de la Universidad de Lund, y finalmente en 1999 se convierte en una universidad independiente.
En cuanto a población estudiantil, es la segunda universidad en la región sur de Suecia, localizada en la ciudad de Växjö, comarca de Småland.
Es una universidad en expansión que acoge a un número elevado de estudiantes de intercambio, incluido estudiantes de habla hispana especialmente de México y España.
Educación
Existen 63 programas de educación básica (el equivalente a licenciatura) y más de 1200 cursos en más de 50 materias. Se imparten masters en más de 20 materias. También hay muchos estudiantes cursando cursos de libre elección, más de 3000 estudiantes están registrados en formas de educación alternativa, como cursos a distancia, cursos nocturnos o cursos de fin de semana.
Investigación
La investigación en la universidad de Växjö cubre desde humanidades, ciencias sociales a tecnología e incluye una serie de áreas de investigación bien establecidas, como por ejemplo política del mercado laborar, historia, modelos matemáticos, migración, sociología, y técnicas bionergéticas y madereras. Hay cerca de 20 materias con cerca de 250 investigadores.
Campus
La universidad está concentrada en un campus en el área de Teleborg al sur del centro de Växjö, incluyendo las diferentes facultades, viviendas para los estudiantes, una recién ampliada biblioteca, locales de ocio nocturno, cafés.